# Coupe de Tunisie de football 1972-1973
Navigation
Coupe de Tunisie 1971-1972 Coupe de Tunisie 1973-1974
La Coupe de Tunisie de football 1972-1973 est la 18e édition de la coupe de Tunisie depuis 1956, et la 43e au total. Elle est organisée par la Fédération tunisienne de football (FTF).
Le Club africain continue à imposer sa domination sur cette épreuve en remportant sa septième coupe en neuf ans. Trois joueurs sont associés à tous ces trophées : Sadok Sassi (Attouga), Taoufik Klibi et Abderrahmane Rahmouni. De son côté, Moncef Khouini est aussi décisif que lors de la précédente édition en marquant le but de la victoire.

## Résultats

### Seizièmes de finale
Trente équipes participent à ce tour, les 17 qualifiés du tour précédent et treize clubs de la division nationale.
| Équipe 1                           | Équipe 2                           | Score 90'                                        |
| ---------------------------------- | ---------------------------------- | ------------------------------------------------ |
| El Makarem de Mahdia               | Espérance sportive de Tunis        | 1 - 0                                            |
| Sfax railway sport                 | Stade nabeulien                    | 3 - 1                                            |
| Union sportive tunisienne          | Sporting Club de Ben Arous         | 0 - 0 (UST qualifiée aux corners)                |
| Sogitex Monastir Sport             | Club athlétique bizertin           | 4 - 3                                            |
| Avenir sportif de La Marsa         | Océano Club de Kerkennah           | 3 - 1                                            |
| Stade tunisien                     | Union sportive de Bousalem         | 6 - 0                                            |
| Club sportif sfaxien               | Stade soussien                     | 2 - 1                                            |
| Club africain                      | -                                  | Qualifié d'office en tant que détenteur du titre |
| Étoile sportive du Sahel           | Sporting Club de Moknine           | 4 - 0                                            |
| Enfida Sports                      | Olympique du Kef                   | 1 - 0                                            |
| Stade africain de Menzel Bourguiba | Jendouba Sports                    | 5 - 0                                            |
| Association sportive de l'Ariana   | Olympique de Béja                  | 3 - 0                                            |
| Union sportive monastirienne       | Union sportive maghrébine          | 2 - 1                                            |
| Jeunesse sportive kairouanaise     | Étoile olympique La Goulette Kram  | 5 - 1                                            |
| Club sportif de Hammam Lif         | Club sportif de la Garde nationale | 3 - 0                                            |
| Club sportif des cheminots         | Club olympique des transports      | 5 - 0                                            |

### Huitièmes de finale
| Équipe 1                           | Équipe 2                       | Score 90'              |
| ---------------------------------- | ------------------------------ | ---------------------- |
| Club sportif sfaxien               | Sfax railway sport             | 2 - 0                  |
| Club africain                      | Union sportive monastirienne   | 3 - 1                  |
| Étoile sportive du Sahel           | Sogitex Monastir Sport         | 8 - 1                  |
| Stade tunisien                     | Jeunesse sportive kairouanaise | 2 - 1                  |
| Avenir sportif de La Marsa         | Club sportif de Hammam Lif     | 2 - 2                  |
| Club sportif de Hammam Lif         | Avenir sportif de La Marsa     | 2 - 2 (corners: 7 - 8) |
| Stade africain de Menzel Bourguiba | Union sportive tunisienne      | 1 - 0                  |
| El Makarem de Mahdia               | Club sportif des cheminots     | 1 - 0                  |
| Association sportive de l'Ariana   | Enfida Sports                  | 1 - 0                  |

### Quarts de finale
| Équipe 1                   | Équipe 2                           | Score 90' |
| -------------------------- | ---------------------------------- | --------- |
| El Makarem de Mahdia       | Avenir sportif de La Marsa         | 0 - 0     |
| Avenir sportif de La Marsa | El Makarem de Mahdia               | 2 - 1     |
| Club africain              | Association sportive de l'Ariana   | 3 - 1     |
| Stade tunisien             | Étoile sportive du Sahel           | 1 - 0     |
| Club sportif sfaxien       | Stade africain de Menzel Bourguiba | 5 - 0     |

### Demi-finales
| Équipe 1                   | Équipe 2                    | Score 90' | Score 120' | corners |
| -------------------------- | --------------------------- | --------- | ---------- | ------- |
| Club africain              | Club sportif sfaxien        | 1 - 0     |            |         |
| Stade tunisien             | Avenir sportif de La Marsa  | 1 - 1     | 1 - 1      |         |
| Avenir sportif de La Marsa | Espérance sportive de Tunis | 1 - 1     | 1 - 1      | 6 - 5   |

### Finale
| Date         | Équipe 1      | Équipe 2                   | Score 90' |
| ------------ | ------------- | -------------------------- | --------- |
| 17 juin 1973 | Club africain | Avenir sportif de La Marsa | 1 - 0     |

Le but de la finale est marqué par Moncef Khouini à la 70e minute. Le match est arbitré par un trio composé de Mohamed Kadri, Ali Dridi et Chedly Ben Jerid.
- Formation du Club africain (entraîneur : Jamel Eddine Bouabsa) : Sadok Sassi (Attouga), Ahmed Zitouni, Mohamed Naouali (puis Taoufik Klibi), Ali Retima, Hamza Mrad, Mondher Chicha, Mohsen Toujani, Abderrahmane Rahmouni, Taoufik Belghith, Moncef Khouini et Abderrahmane Nasri
- Formation de l'Avenir sportif de La Marsa (entraîneur : Omar Gadhoum) : Ferjani Derouiche, Béchir Ben Tili, Tahar Toumi, Abdelmajid Echi, Chedly Jebali, Hamadi Bouaziz, Taoufik Jebali, Mouldi Ben Dadi, Abdesselam Chemam, Samir Mezlini et Hamadi Bougatfa

## Meilleurs buteurs
Moncef Khouini (Club africain) est à nouveau le meilleur buteur de l'édition avec six buts, précédant Mohamed Ali Akid (CSS) et Abdesselam Chemam (ASM) qui ont marqué chacun cinq buts.